# Пронкін Анатолій Федорович
Анатолій Федорович Пронкін (1936, Електросталь, Московська область, СРСР) — радянський хокеїст, нападник.

## Спортивна кар'єра
Вихованець хокейної команди Електросталь з Московської області. За місцеву команду майстрів виступав з 1955 по 1961 рік. Команда у цей час мала назви «Клуб імені Карла Маркса» (ККМ), «Електросталь» і «Кристал». В елітному дивізіоні радянського хокею закинув 26 шайб. 1963 року ввійшов до складу новоствореної команди «Динамо» (Київ). У сезоні 1965/1966 захищав кольори клубу «Торпедо» (Мінськ). Працював тренером в Електросталі, один сезон очолював «Кристал» (1970/1971).

## Статистика
| Сезон   | Клуб                     | Ліга  | І  | Г  | П | О  | ШХ |
| ------- | ------------------------ | ----- | -- | -- | - | -- | -- |
| 1955-56 | KKM (Електросталь)       | вища  | -  | 0  |   |    |    |
| 1956-57 | «Електросталь»           | вища  | -  | 0  |   |    |    |
| 1957-58 | «Електросталь»           | вища  | -  | 8  |   |    |    |
| 1959-60 | «Електросталь»           | вища  | -  | 15 |   |    |    |
| 1960-61 | «Кристал» (Електросталь) | вища  | 14 | 3  |   |    |    |
| 1963-64 | «Динамо» (Київ)          | перша | 39 | 11 | 2 | 13 |    |
| 1964-65 | «Динамо» (Київ)          | перша | 23 | 7  | 2 | 9  | 4  |
| 1965-66 | «Торпедо» (Мінськ)       | перша | 15 | 2  | 1 | 3  | 0  |